# Växjö TS
Växjö TS är en tennisklubb i Växjö i Sverige, som bildades 1974 som en sammanslagning  av Växjö TK, grundad 1914 som Wexiö Lawn Tennisklubb, och IK Skytten, en ungdomsförening från 1951.
Från VTS kommer kända svenska tennisspelare som Mats Wilander, Magnus Larsson Jonas Björkman och Jan Gunnarsson liksom mångårige Davis Cup-kaptenen Carl-Axel Hageskog (rankad som en av världens bästa tenniscoacher genom tiderna).
Klubben har idag c:a 1000 medlemmar och äger Strandbjörkshallen med bland annat 7 inomhusbanor för tennis och 7 utomhusbanor i intilliggande Strandbjörket